# Taiba, Fujian
Taiba (kinesiska: 太拔) är en köping i sydöstra Kina. Den ligger i Shanghang härad i staden Longyan i provinsen Fujian, omkring 290 kilometer sydväst om provinshuvudstaden Fuzhou. Antalet invånare är 9 381. Befolkningen består av 4 755 kvinnor och 4 626 män. Barn under 15 år utgör 18,0 %, vuxna 15-64 år 64 %, och äldre över 65 år 17,0 %.